# Осипова, Ирина Викторовна (музыкант)
Ирина Викторовна Осипова (род. 14 апреля 1955) — российская пианистка, музыкальный педагог, музыкально-общественный деятель. Профессор кафедры специального фортепиано и концертмейстерского искусства Московской государственной консерватории имени П. И. Чайковского.

## Образование
В 1962 году поступила и прошла обучение в музыкальной школе имени Гнесиных ('семилетка'), училась у педагога Т. Н. Рогаль-Левицкой (одна из первых учениц Л. Н. Оборина).
В 1974 году успешно завершила обучение в Музыкальном училище при Московской консерватории, в 1979 году с отличием закончила основное образование в Московской консерватории имени П. И. Чайковского, в 1981 г. завершила программу ассистентуры-стажировки.
Является ученицей известных советских пианистов и педагогов Е. В. Малинина (специальное фортепиано), Л. М. Живова (концертмейстерское мастерство), Т. А. Гайдамович (камерный ансамбль).

## Награды и звания
- Лауреат Международного конкурса им. М. Лонг и Ж. Тибо (1979)
- Лауреат Международного конкурса вокалистов в г. Хертогенбос , Нидерланды (с Т. Черкасова) (1981)
- Лауреат I Всесоюзного конкурса им. С. В. Рахманинова (1983)
- Заслуженный артист Российской Федерации
- Профессор Московской государственной консерватории имени П. И. Чайковского
- Заведующая кафедрой концертмейстерского искусства Московской Консерватории
- Почётный профессор Королевской Академии музыки Дании (Det Jyske Musikkonservatorium, Aarhus)
- Приглашённый профессор в Тамбовского музыкально-педагогического института им. С. В. Рахманинова
- Президент Объединения педагогов фортепиано «ЭПТА» (ЕРТА-Russia)
- Главный редактор журнала «Фортепиано»
- Медаль Международного союза музыкальных деятелей (ВМО), 2007

## Творческая деятельность
Ведет педагогическую деятельность в Московской консерватории с 1981 года, совмещая работу на двух кафедрах:
— кафедре концертмейстерского искусства (с 2010 года — заведующая кафедрой)
— кафедре сольного специального фортепиано (с 2007 года под управлением профессора В. В. Горностаевой, с 2015 года под управлением профессора М. С. Воскресенского).
Кроме этого также ведёт класс специального фортепиано в колледже (училище) при Московской консерватории.
Принимает постоянное участие в качестве члена жюри и ведёт активную работу по проведению выездных показательных уроков и мастер-классов как в городах России, так и в Великобритании, Италии, Германии,Гватемале, Венгрии, Кипре, Хорватии, Норвегии, Дании, Австрии, Чехии, Польши, Португалии и Франции.

## Дискография
- Вокальные циклы М. Мусоргского (с А. Науменко),Arte Nova, BMG, 1996
- Все транскрипции и музыкальные моменты С. В. Рахманинова, Arte Nova, BMG, 1998
- Фортепианные произведения Н. Метнера, Arte Nova, BMG, 2002
- С.Рахманинов. Соната №. 1, Прелюдии op.32, Этюды-картины op. 39, 2013
- С.Рахманинов. Романсы (c Е. Аюшеевой и Ч. Аюшеевым), Moscow Conservatory Records, 2017
- С.Рахманинов. Симфонические танцы, Сюита №. 1 (с К. Кашунин), Moscow Conservatory Records, 2019

## Критика
- Концерт-монография Шопена, журнал «Музыкальная жизнь», № 707

«…Игру Осиповой отличает особое равновесие эмоционального и рационального. Так, например, страстный порыв в Балладе № 4 сочетался с точной продуманностью, выстроенностью замысла. Вероятно, в этом случае именно техническая уверенность, уравновешенность и полный самоконтроль обеспечили ту самую свободу, которая делает исполнение вдохновенным и раскованным. Вся программа была исполнена с большим вкусом. Недаром говорится, что талант — это, прежде всего, — чувство меры»
- Газета «Советский музыкант», № 1102

«Серьезное внимание привлекает её концертмейстерское исполнительство, которое наиболее полно и разносторонне проявилось в цикле концертов под рубрикой „Исторические концерты Московской консерватории“. Подлинным творческим подвигом можно назвать проведенный педагогом кафедры концертмейстерского мастерства Ириной Осиповой цикл концертов „Из истории русского романса“, представляющий по существу уникальную антологию этого музыкального жанра. Цикл проходил в течение трех сезонов в Рахманиновском зале Московской консерватории. Осипова, являясь яркой пианисткой солисткой, уверенно демонстрирующей в сольных концертах постижение самых различных стилей фортепианной литературы, убежденно проносит через всю творческую жизнь любовь к вокальному камерному искусству, разучивая с певцами сотни романсов русских, советских и зарубежных авторов. Перед слушателями была развернута грандиозная панорама русской камерной музыки от её истоков до бурного расцвета, и сделано это было ярко, талантливо, увлеченно, на самом высоком профессиональном уровне»
- Газета «Советский музыкант», № 1125

«…Сама идея показать отдельно такой, казалось бы, несамостоятельный жанр, как транскрипция, оказалась на редкость плодотворной и глубокой, интересной особенностью программы концерта было то, что многие произведения звучали в концерте дважды — в оригинальном виде и потом уже в виде рахманиновской транскрипции. Транскрипции предстали перед слушателями во всей их удивительной красоте, сложности и яркости. Вся сложнейшая многоплановость фактуры была выявлена с редкостной легкостью и естественностью, с той заботливостью о каждой интонации, которая повышает значимость и художественную ценность звучания…»
- I Всесоюзный конкурс пианистов, «Мелодия», аннотация, 1985 г.

«…Серьезность замыслов, их прочувствованность, эмоциональность игры, надежный пианизм — вот что определяет артистическое лицо исполнительницы, её профессиональный уровень. Особенно запомнились масштабные полотна, в которых ярко проявились лучшие качества пианистки — широкие линии развития, огромной силы кульминации, полная самоотдача на сцене»
- Газета «Советская Россия», № 8328

«Что же касается Второго концерта Рахманинова, то её проникновенная, прочувствованная и осмысленная до последней ноты интерпретация стала своего рода эталоном современного виртуозно-романтического прочтения Рахманинова. Это было настоящее музицирование, раскованное и вдохновенное»
- Норвежская газета «Sunnmorsposten», октябрь, 1998 г.

«…Когда встречаются два больших музыканта — успех обеспечен. Очень редко доводится слышать такое великолепное владение своими инструментами. Шульдман и Осипова устроили великолепное путешествие в прекрасный мир музыки, в мир совершенства. Такое совершенство хочется слушать бесконечно…»
- газета «Калининградская правда», № 13366

«…Пианистка прекрасного тембрового мышления, она обладает широким диапазоном технических возможностей, её талант равно проявляется и в лирических эпизодах, и в эффектной патетике, и в танцевальной стихии»
- «EPTA Piano Journal», вып. 53

«Ирина Осипова дала два исключительно успешных сольных концерта в Лондоне. Её выступление в St.-Martin-in-the-Fields было тепло принято аудиторией приблизительно в 500 человек, которая с восхищением и воодушевлением требовала „бис“. Вся программа была незабываема по глубине и силе музыкальной выразительности, богатству звука и изумительной оркестровке. В общем, это было выдающееся и исключительно отточенное выступление, сочетающее блестящую виртуозность с мощным звучанием»